# Orlane Kanor
Orlane Kanor, född 16 juni 1997 i Les Abymes i Guadeloupe, är en fransk handbollsspelare i CS Rapid București. Hon spelar som vänsternia.

## Klubbkarriär
Orlane Kanor kom 2015 till Frankrike från Guadeloupe och anslöt till Metz HB. Från säsongen 2016–2017 har hon spelat i klubbens förstalag. Med Metz vann hon franska mästerskapet 2017, 2018 och 2019 samt 2017 och 2019 också franska cupen. I april 2021 ådrog hon sig en ruptur på akillessenan. Kanor har ett mycket högt hoppskott och kan skjuta över täckande försvarare. År 2022 valde hon att spela för CS Bukarest.

## Landslagskarriär
Kanor gjorde debut den 15 juni 2017 i franska A-landslaget. Samma år var hon med i truppen som vann VM i Tyskland. Hon hade lite speltid i turneringen men spelade fem minuter i slutet av finalen 2017 och gjorde 2 mål. I öppningsmatchen i EM 2018 blev hon bästa målskytt med 6 mål i en förlustmatch 23-26 mot Ryssland. Hon var också en avgörande spelare i matchen mot Sverige. I EM-finalen som Frankrike vann med 24-21 mot Ryssland stod Kanor för två mål. Kanor var 2020 i EM med och vann en silvermedalj. Hon stod för 11 mål i den turneringen. Hon missade OS på grund av hälseneskadan. I december var hon åter i laget vid VM 2021 men fick lite speltid. Hon blev dock silvermedaljör i VM 2021. År 2023 var hon med i det franska laget som vann VM. 

## Klubbmeriter
- Franska mästerskapet:
  - Vinnare: 2016, 2017, 2018 och 2019

## Personligt
Orlane Kanors tvillingsyster Laura Kanor är också handbollsspelare. 